# Le Haillan
Le Haillan è un comune francese di 8 778 abitanti situato nel dipartimento della Gironda nella regione della Nuova Aquitania.

## Società

### Evoluzione demografica
Abitanti censiti